# Moisés Lebensohn
Moisés Lebensohn (Bahía Blanca, Argentina, 12 de agosto de 1907 - 13 de junio de 1953) fue un periodista, abogado y político argentino que dirigió la Juventud Radical y fundó en 1945 la corriente interna Movimiento de Intransigencia y Renovación (MIR), de la Unión Cívica Radical (UCR). No ocupó cargos públicos de gran relevancia, pero es considerado uno de los ideólogos fundamentales del sector de la intransigencia de la Unión Cívica Radical.

## Biografía
Su padre era médico, su madre era Fanny Chaponik. Ambos, de origen judío. Su hijo Moisés nació en el puerto sureño de Bahía Blanca, en la provincia de Buenos Aires, el 12 de agosto de 1907.
Inclinado desde joven al periodismo, inició su militancia política en el socialismo y al poco tiempo se afilió a la Unión Cívica Radical. En 1931, apenas recibido de abogado, fundó el Diario Democracia en Junín dónde integró  primero en la juventud radical y posteriormente en otras estructuras del partido. Durante los años 30 se opuso a la linea interna de la UCR que lideró la llamada Concordancia caracterizada por fraude electoral, la corrupción y las políticas de los gobiernos de la llamada década infame por lo que fue marginado dentro de su propio partido.
```
En 1936 fue elegido concejal y en 1938 fue secretario general del Congreso Nacional de la 
Juventud Radical
.
```

Se opuso a los mecanismos fraudulentos de la llamada "Década Infame" (1930-1943) y a los sectores conservadores de su partido. Sostenía la necesidad de avanzar en la justicia social a través de políticas de profunda reformas económicas. Alineado con el sector de raíz más popular del radicalismo, que entonces encabezaba Amadeo Sabattini, junto con otros jóvenes como Gabriel del Mazo, Raúl Damonte Taborda, Ricardo Balbín, Arturo Frondizi, Arturo Illia, Crisólogo Larralde y Alejandro Gómez, conformó el Movimiento de Intransigencia y Renovación (MIR), un grupo opositor a la vieja y tradicional dirigencia partidaria, y por el cual fue duramente criticado desde el ala conservadora de su mismo partido, que incluso llegaron a agredirlo físicamente, además de tacharlo de "comunista, ambicioso y judío".
Tras los atentados con bombas en Plaza de Mayo del 15 de abril de 1955, Lebensohn, presidente de la UCR, defendió la necesidad de no incurrir en la abstención electoral que preconizaban las corrientes internas antiperonistas. No quería asociar al partido con ninguna aventura "cuartelera", según sus palabras en referencia a un importante sector de la UCR que preconizaba la necesidad de un golpe de Estado.
Al respecto de la década infame Lebensohn sostenía que el radicalismo de entonces carecía de "ejemplos morales y coraje para hacer reformas vitales de justicia social, que afectan intereses económicos". Lebensohn participa del V Congreso de la Juventud Radical en Chivilcoy, en mayo de 1942. Este programa, así como la Declaración de Avellaneda de 1945 y el del Congreso de 1944, fueron posteriormente (1948) incorporados casi totalmente como Bases de Acción Política de la UCR.

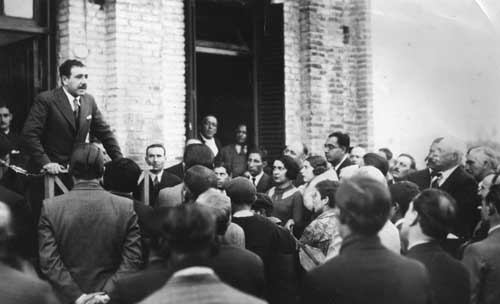
Moisés Lebensohn dando un discurso.

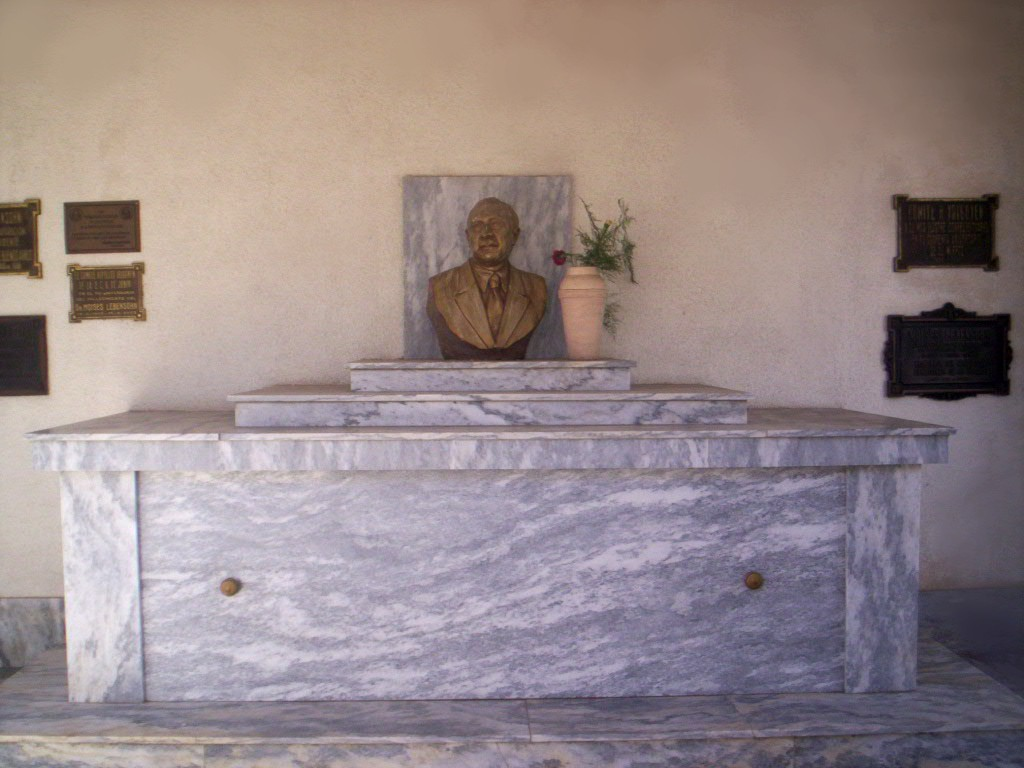
Tumba de Moisés Lebensohn en el Cementerio Central de Junín.

En 1950 Lebensohn fue elegido presidente del Comité de la Provincia de Buenos Aires de la UCR, y en 1952 fue presidente de la Convención Nacional de su partido. 
En 1949 fue elegido convencional constituyente por la UCR para reformar la Constitución de la Nación Argentina y presidió el bloque radical en la Convención Constituyente. Lebensohn se retiró con el bloque radical de la Convención Constituyente en la que el peronismo había obtenido la mayoría, razón por la cual pocos meses después fue aprobada la reforma constitucional de 1949. El 13 de junio de 1953, a los 45 años de edad, falleció de un paro cardíaco. El diario  Democracia, al que dirigió. Dijo Félix Luna: "Lo más importante de Lebensohn es la pasión que lo animó y la jerarquía que dio a la política como instrumento para mejorar la vida colectiva".
Su defensa de las políticas sociales de Perón también le granjeó acusaciones de "traidor" de parte de muchos de sus correligionarios.

## Relación con el peronismo
Con el ascenso del peronismo al poder, Lebensohn y la gran mayoría de la UCR se situó en la oposición. Sin embargo, no dejó de reconocer la importancia de las conquistas sociales del gobierno de Perón, lo que le ganó no pocas enemistades dentro de su propio partido. En 1949 se realizaron elecciones para reformar la Constitución Nacional. La UCR se dividió en dos posturas: el sector unionista proponía no participar en las elecciones de convencionales y el sector intransigente, del cual Lebensohn era su voz representativa, sostenía que había que participar, para apoyar las reformas sociales y bloquear un cambio de la Constitución que habilitara la elección del presidente Juan D. Perón. El sector intransigente se impuso y Lebensohn fue elegido convencional constituyente y presidente del bloque radical en la Convención, apoyando el constitucionalismo social que proponía el peronismo pero oponiéndose a la reforma que permitía la reelección presidencial (art. 77), que el peronismo defendía invocando la tradición constitucional de Estados Unidos. La aprobación del artículo que establecía la reelección presidencial, llevó a que el sector unionista de la UCR impusiera el abandono de la Convención de los convencionales radicales.
Mantuvo durante largo tiempo amistad con Eva Perón, por haberse conocido en Junín y haberla ayudado con algunos comentarios favorables a su carrera artística en el diario Democracia. En sus charlas le inculcó la necesidad de luchar por los desposeídos y la justicia social que Lebensohn por su cultura y preocupación constante por estar actualizado con las circunstancias de la época ya había percibido como el gran tema del siglo XX. Esta profunda amistad no se quebró siquiera cuando ambos estuvieron profundamente enfrentados en lo político ya que ambos compartieron el ideario social, a punto tal que solían encontrarse en sitios públicos para compartir una charla y un café.
Si bien mantuvo una actitud opositora formó dentro del bloque de la UCR un grupo que apoyo algunos cambios sociales. Fue sentenciado a prisión un año más tarde.

## Diario Democracia
Moisés Lebensohn fundó el Diario Democracia de la ciudad de Junín. El primer ejemplar se editó el 17 de octubre de 1931, durante el gobierno de José Félix Uriburu y a través de sus páginas difundió sus posiciones políticas. El diario sigue editándose y se ha transformado en el de mayor circulación de la región, con versiones en papel, en línea y en redes sociales.

## Instituto Moises Lebensohn
El Instituto Lebensohn es una entidad sin fines de lucro fundada a fines de 2004,  a instancias de las organizaciones de la Unión Cívica Radical, la Juventud Radical y Franja Morada. Su nombre es un homenaje a su militancia social y política, a sus ideas y a su trayectoria en la historia de Argentina. Actualmente es presidido por Hernán Abel Rossi.